# Kárbejelentés
A kárbejelentés a biztosított (ügyfél) tevékenysége, amelyben a biztosítónak jelzi a káresemény bekövetkeztét. A biztosítási szerződésekben szerepel a kárbejelentési határidő, amely időpontig a kárbejelentést meg kell tenni. Ha ezen határidőt követően tett késedelmes bejelentés miatt a lényeges körülmények kideríthetetlenné váltak, akkor a mulasztás a biztosító mentesülésével jár.
A határidő elmulasztása nem jogvesztő tényező.

## Külső hivatkozások
- Biztosítási szótár Archiválva 2012. október 29-i dátummal a Wayback Machine-ben
- Biztosítási Múzeum